# Béla Bollobás
Béla Bollobás (Budapest, 3 agosto 1943) è un matematico ungherese naturalizzato britannico, noto per i suoi contributi alla teoria dei grafi.
Ha svolto il suo dottorato nel 1967, sotto la supervisione di Paul Erdős.
Bollobás ha numero di Erdős 1 e numero di Bacon pari a 4.